# MIRACLE (三代目J Soul Brothersのアルバム)
『MIRACLE』（ミラクル）は、三代目 J Soul Brothersの通算3枚目のオリジナル・アルバムである。2013年1月1日にrhythm zoneから発売された。

## 概要
- 「CD+DVD+LIVE DVD」、「CD+DVD」、「CDのみ」の3形態でのリリース。「CD+DVD+LIVE DVD（初回生産限定盤）」はブリスターケース仕様、「CDのみ（初回生産限定盤）」は16Pブックレット仕様、全ての初回生産限定盤はキラキラジャケット仕様となっている。
- CDには、「Go my way」、「花火」、「Powder Snow 〜永遠に終わらない冬〜」などのシングル曲、ABC-MART「リアルブーツコレクション」のCMソング「LOOK @ US NOW!」などの新曲を収録。また、ボーナス・トラックとしてカバー曲の「君の瞳に恋してる-Can't Take My Eyes Off You-」を収録している。
- DVDには、シングル曲と「LOOK @ US NOW!」のミュージック・ビデオとシングル曲のメイキング映像を収録。
- LIVE DVDには、自身初の単独アリーナツアーとなる『三代目J Soul Brothers LIVE TOUR 2012 0〜ZERO〜』のライブ映像本編約120分を収録。後に、完全盤（DVD・Blu-ray）として、3月13日に単品で発売した。

## チャート成績
2013年1月7日付のオリコン週間アルバムランキングで首位を獲得した。シングルでは既に首位獲得があったものの、アルバムではデビュー以来初のことであった。また、初の2週連続首位を記録した。

## 収録曲

### CD
1. LET'S PARTY (4:24)
作詞：michico、作曲：T.Kura / michico、編曲：T.Kura
  - 7thシングルカップリング曲。MBSテレビドラマ『戦国BASARA-MOONLIGHT PARTY-』オープニング・テーマ。
2. FLAP YOUR WINGS (3:19)
作詞：ArikA、作曲：BACHLOGIC / FAST LANE / JOVEEK MURPHY
  - 8thシングルカップリング曲。ABC-MART「VANS BOOTS SNEAKER」CMソング。
3. Go my way (4:08)
作詞：ArikA、作曲：BACHLOGIC / ERIK LIDBOM / FAST LANE
  - 6thシングル表題曲。GREE『聖戦ケルベロス』CMソング。
4. Kiss You Tonight (4:29)
作詞：Kenn Kato、作曲：Jeff Miyahara / Erik Lidbom、編曲：Erik Lidbom
  - 7thシングルカップリング曲。フジテレビTWOドラマ『結婚同窓会 〜SEASIDE LOVE〜』主題歌。
5. 花火 (5:39)
作詞：小竹正人、作曲：Hiroki Sagawa from Asiatic Orchestra（Vanir）、編曲：中野雄太
  - 7thシングルリードトラック。『第54回日本レコード大賞』優秀作品賞受賞曲。『第63回NHK紅白歌合戦』歌唱曲。
6. TURNING BACK (4:22)
作詞：miyakei、作曲：DAICHI / Kinboom、編曲：Kinboom
7. Love changes everything (5:07)
作詞：藤林聖子、作曲・編曲：浅田将明
8. 最後のサクラ (5:00)
作詞：小竹正人、作曲：林田裕一
  - 6thシングルカップリング曲。
9. Powder Snow 〜永遠に終わらない冬〜 (5:37)
作詞：小竹正人、作曲：Daisuke Kahara / SHIKATA、編曲：Daisuke Kahara
  - 8thシングル表題曲。テレビ朝日系『お願い!ランキング』2012年11月度エンディングテーマソング。ABC-MART「stefanorossi」CMソング。
10. LOOK @ US NOW! (4:59)
作詞：michico、作曲：T.Kura / michico、編曲：T.Kura
  - ABC-MART「リアルブーツコレクション」CMソング。ベストアルバム「THE BEST」・「THE JSB WORLD」にも収録されている。
11. Be alright (5:13)
作詞：michico、作曲：T.Kura / michico、編曲：T.Kura
12. Dynamite (3:50)
作詞：P.O.S.、作曲：BACHLOGIC / Mats Lie Skare / JEFF MIYAHARA
  - ABC-MART「stefanorossi」CMソング。
13. (YOU SHINE) THE WORLD (4:15)
作詞・作曲：STY / Andy Love / Marcus Winter-John / Daniel Obi Klein、編曲：Daniel Obi Klein
  - 7thシングルカップリング曲。ABC-MART「サマーサンダルフェア」CMソング。
14. 君の瞳に恋してる -Can't Take My Eyes Off You- (5:32) [Bonus Track]
作詞・作曲：Bob Crewe / Bob Gaudio、編曲・ヴォーカルアレンジ：中野雄太、ヴォーカルアレンジ：和田昌哉
  - フォー・シーズンズのフランキー・ヴァリのカバー。ベストアルバム「THE BEST」にも収録されている。また、EXILE TRIBEのアルバム「EXILE TRIBE REVOLUTION」ではEXILE TRIBEのボーカル7人によるNew Arrange Cover Versionが存在する。

### DVD
[Music Video]
1. Go my way
2. 花火
3. Powder Snow 〜永遠に終わらない冬〜
4. LOOK @ US NOW!

[Document]
1. Go my way
2. 花火
3. Powder Snow 〜永遠に終わらない冬〜

### LIVE DVD

#### 三代目 J Soul Brothers LIVE TOUR 2012 0〜ZERO〜
1. Opening
2. LET'S PARTY
3. 1st Place
4. FIELD OF DREAMS
5. Kiss You Tonight
6. Always
7. LOVE SONG
8. SOUTHSIDE
9. Best Friend's Girl
10. On Your Mark〜ヒカリのキセキ〜
11. Go my way
12. 最後のサクラ
13. 花火
14. リフレイン
15. Powder Snow 〜永遠に終わらない冬〜
16. LOOK @ US NOW!
17. GENERATION -next- / 三代目 J Soul Brothers + GENERATIONS from EXILE TRIBE
18. (YOU SHINE) THE WORLD
19. FIGHTERS
20. On The Road
21. Feel The Soul
22. I Can Do It
23. 24karats Medley -0〜ZERO〜 Ver.- [ENCORE]
24. 次の時代へ [ENCORE]